# 印度尼西亞交通

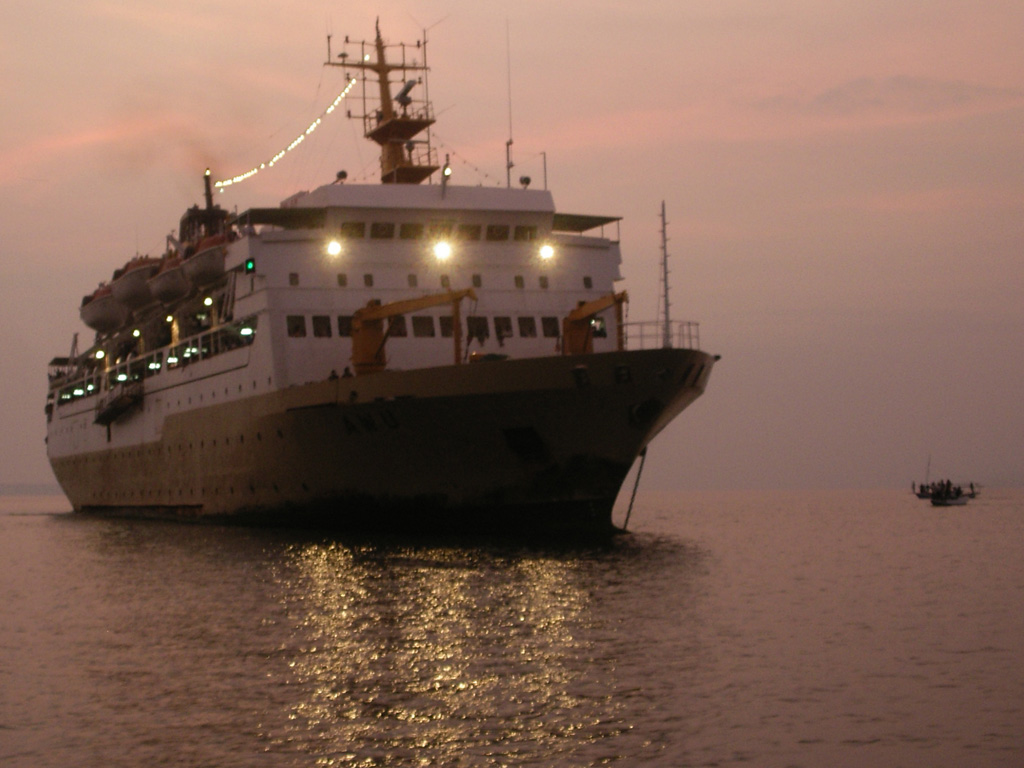
國有企業印度尼西亞國家航運公司營運的客、貨運航線連接了印尼各個島嶼

印度尼西亞的交通系統由印度尼西亞數千座島嶼所擁有的經濟基礎和超過2億的人口（主要集中在爪哇島一個島嶼）建設而成，各種交通模式均能發揮所長，一般而言，彼此間的關係比起競爭更像是互補。公路運輸是主導的交通模式，截至2020年，印尼公路總里程已達到548,366（340,739英里）。爪哇島和蘇門答臘島上的五座鐵路系統互不相連，主要用於運送大宗商品和長途旅客。
印尼的海運頗為發達，是全國經濟統合和進行國內外貿易的關鍵，每座主要島嶼都有至少一座主要的港口城市；內陸水路主要見於蘇門答臘島東部和加里曼丹的某些地區，作用相對較小。航空運輸在印尼也有重要的功能，當地龐大的國內航空網絡連接了全國各地（特別是陸路或水上運輸不發達的地方），旅客可乘坐民航飛機抵達各主要城市。

## 水運

### 海洋運輸

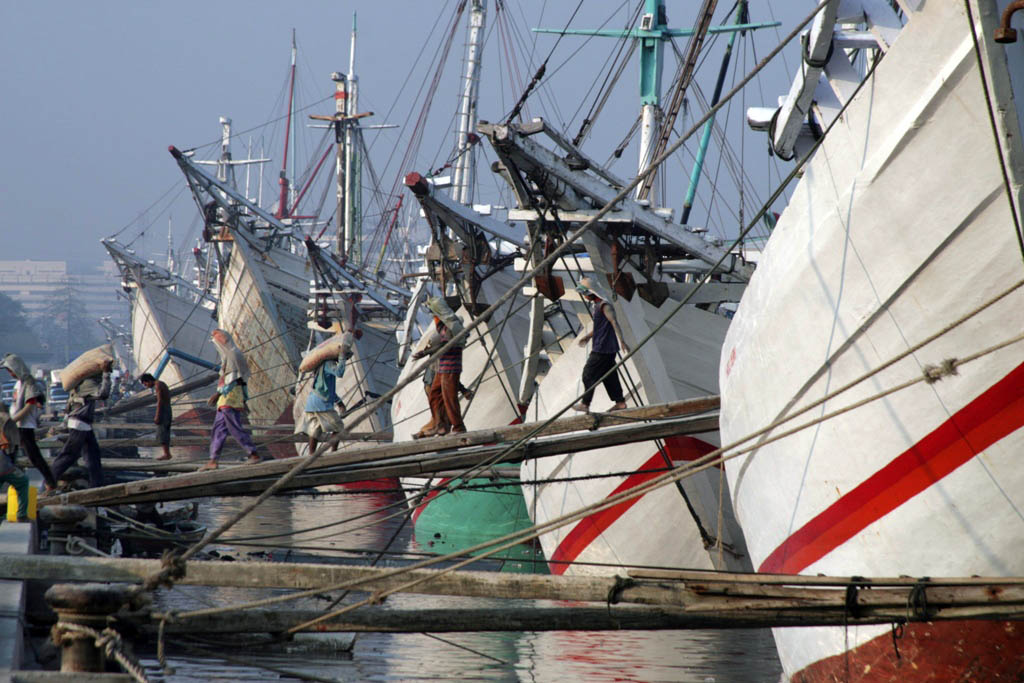
印尼傳統的皮尼西木製帆船仍廣泛用於跨島貨運

印尼是一個龐大的群島國家，因此海洋運輸是連接該國不同地區的必要途徑。當地常用的船舶包括大型貨櫃船、各種渡輪、客輪、帆船和小型機動船。在印尼，傳統的皮尼西木製雙桅帆船仍然廣泛用於跨島貨運；主要的傳統皮尼西港口則有雅加達的巽他格拉巴港和望加錫的帕歐特雷港。
班次頻密的渡輪服務會穿越海峽，連接相鄰的島嶼（特別是從蘇門答臘、爪哇到小巽他群島之間的各島嶼），其中蘇門答臘－爪哇航線和爪哇－巴厘島航線既有繁忙的渡輪服務，也有全日運行的汽車渡輪服務。國際渡輪航線則包括蘇門答臘和馬來西亞之間橫渡馬六甲海峽的航線，以及新加坡與巴淡島等鄰近島嶼之間的航線。上述航線由國營的ASDP印度尼西亞渡輪和其他私營公司經營。

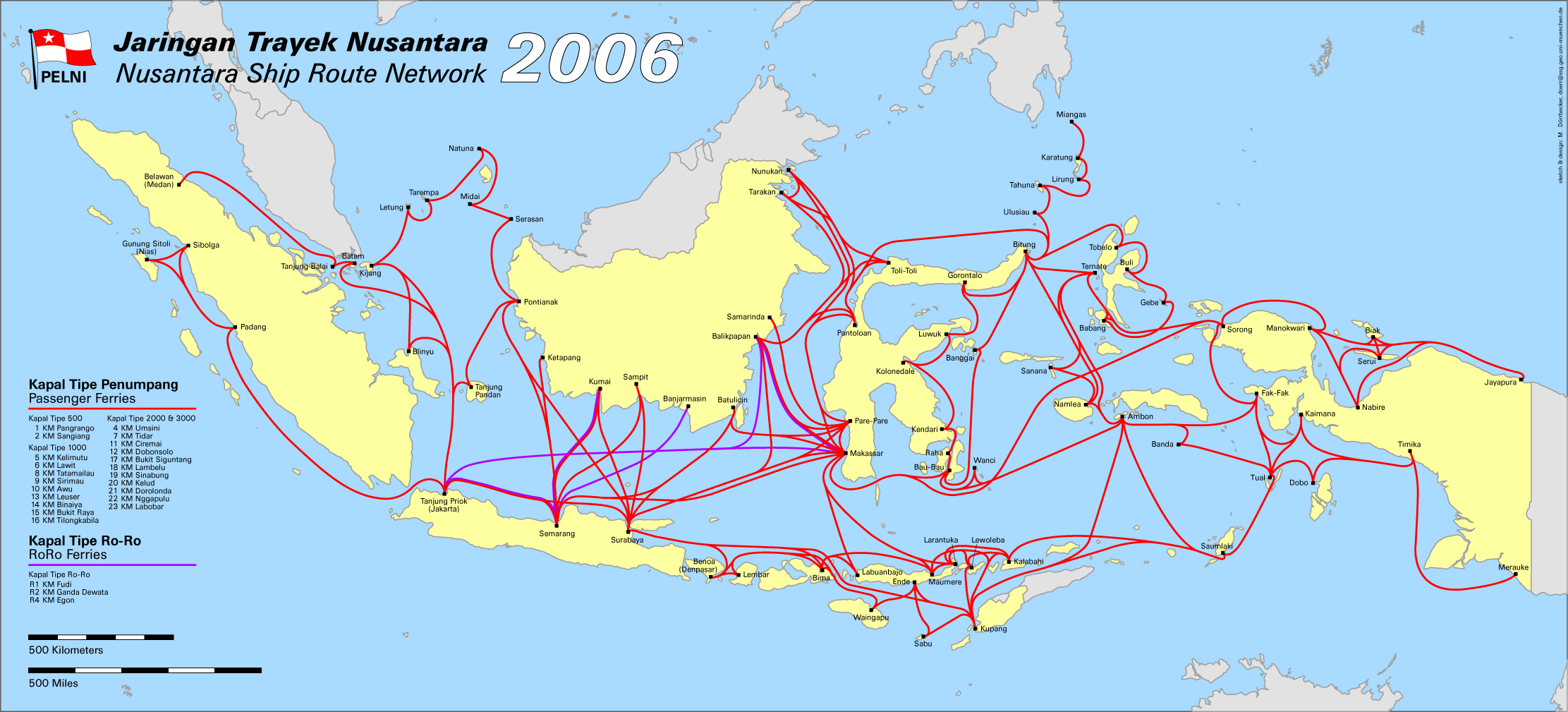
印度尼西亞國家航運公司的路線圖（2006年）

長途客輪航線服務更偏遠的島嶼（特別是東部各島嶼），營運這些航線的有規模較小的私人營運商，以及國營的印度尼西亞國家航運公司，其中後者的客運航線遍佈全國，旗下船隻提供每兩週到四週一班的航次，為長途旅客提供廉宜的服務。
當地部分島嶼沒有良好的道路，因此主要河流便成為了交通命脈。在加里曼丹，人們只能靠長艇抵達許多內陸地區。

### 水路運輸
截至2004／2005年，印尼適合航行的水路全長21,579公里，其中約有一半位於加里曼丹，另外四分之一位於蘇門答臘和西巴布亞。這些島嶼不如爪哇島發達，不適合興建道路和鐵路，島上的河流也不夠寬，無法容納中型船隻，因此需要依靠水路運輸。印尼的水道長度在世界各國中排名第七。

### 港口和港灣

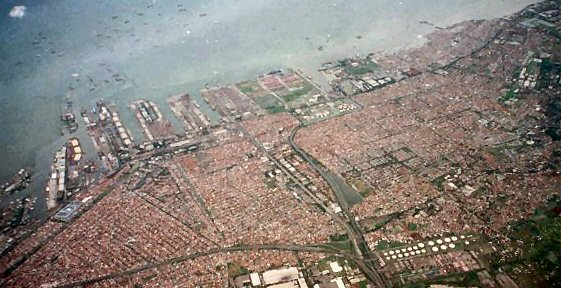
位於北雅加達丹戎不碌鎮的丹戎不碌港是印尼吞吐量最大的港口

印尼主要的港口和港灣包括比通、芝拉札、井裡汶、雅加達、古邦、巨港、三寶壟、泗水和望加錫。國營的印度尼西亞港口公司由西至東依次分為四家分公司，負責管理轄區的港口。位於雅加達的丹戎不碌港為印尼吞吐量最大及最先進的港口，據勞埃德船舶日報統計，該港口在2021年的貨運吞吐量達到684萬個標準貨櫃單位，佔全國一半以上，位居全球第26位。「新丹戎不碌」是這個港口的擴建部分，分兩階段興建，預計2023年全面落成後，整個港口的年吞吐量將增加3倍。
位於北蘇門答臘省的瓜拉丹絨港在2015年破土，在2020年3月首度開放貨櫃裝卸。該港口全面啟用後，預計年吞吐量將達到6000萬TEU，超越丹戎不碌港和馬來西亞柔佛的丹絨柏勒巴斯港，追上新加坡港的水平。

## 公路
在印尼的道路上行駛的車輛種類繁多，其中巴士服務貫通了大部分連接公路網絡的地區。城際巴士穿梭於主要城市（特別是蘇門答臘島、爪哇島和峇里島各大城鎮）之間，提供頻密的直達班次，乘客上車後可以直接抵達目的地。

### 城際巴士

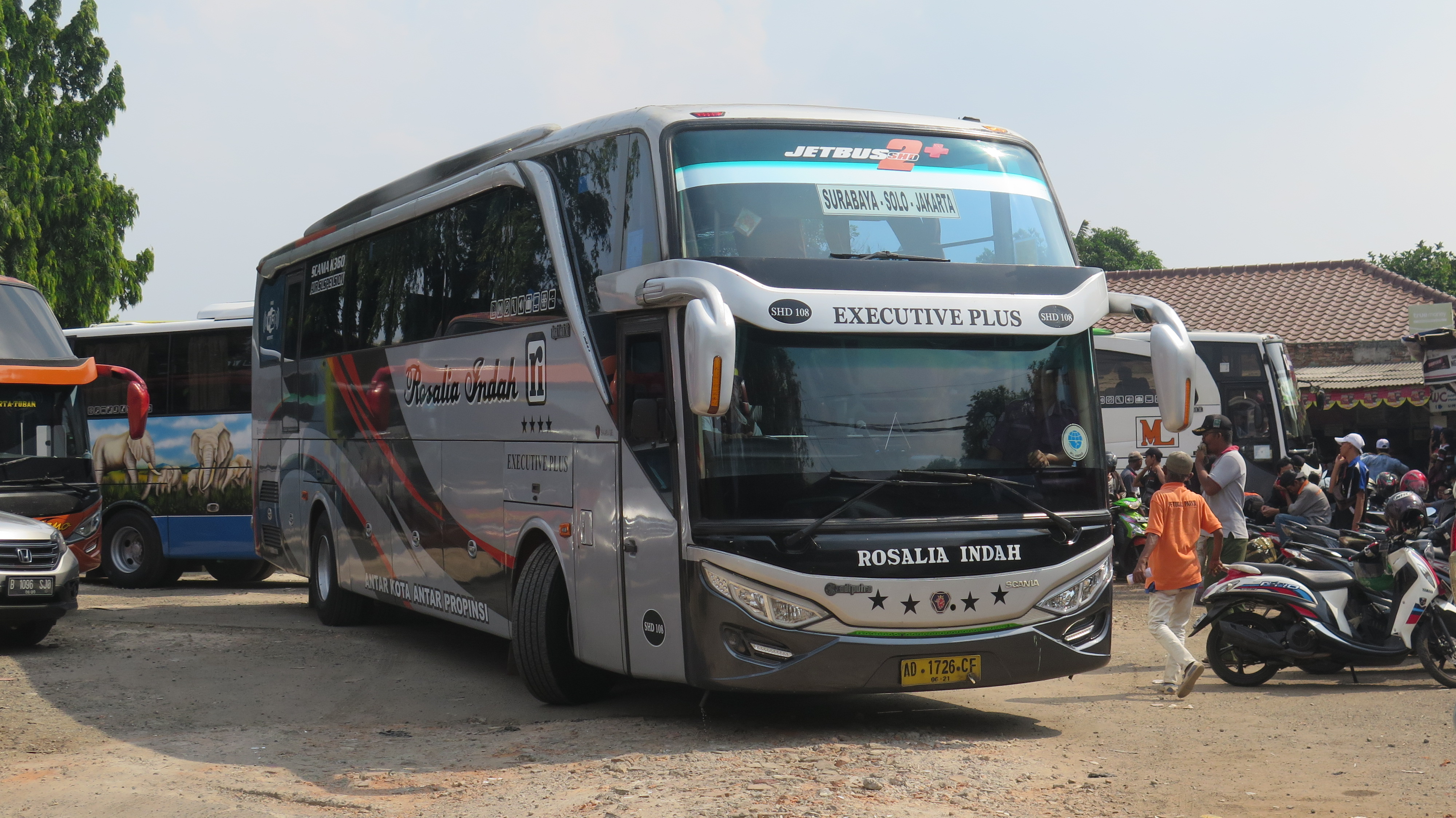
羅莎莉亞·英達巴士公司（Rosalia Indah）經營的巴士路線連接爪哇島各大城市，接載乘客往返泗水、梭羅及雅加達。圖為該公司使用的斯堪尼亞K系列型巴士

城際巴士連接本島各大城鎮，並以渡輪過海的方式連接外島，是印尼主要的城際陸路交通工具。爪哇島和蘇門答臘島各設有數家大型巴士公司，印尼語會把這些公司簡稱為P.O.（perusahaan otobus）。印尼最長的城際巴士路線連接北蘇門答臘省棉蘭和東爪哇省任抹縣，全長2,920公里，由蘇門答臘連線經營，每週開行一班車。
2018年跨爪哇收費公路雅加達－泗水段通車後，印尼城際巴士的載客量急劇上升，部分城際巴士公司還引入了雙層巴士，以疏導客流量。

### 市內巴士

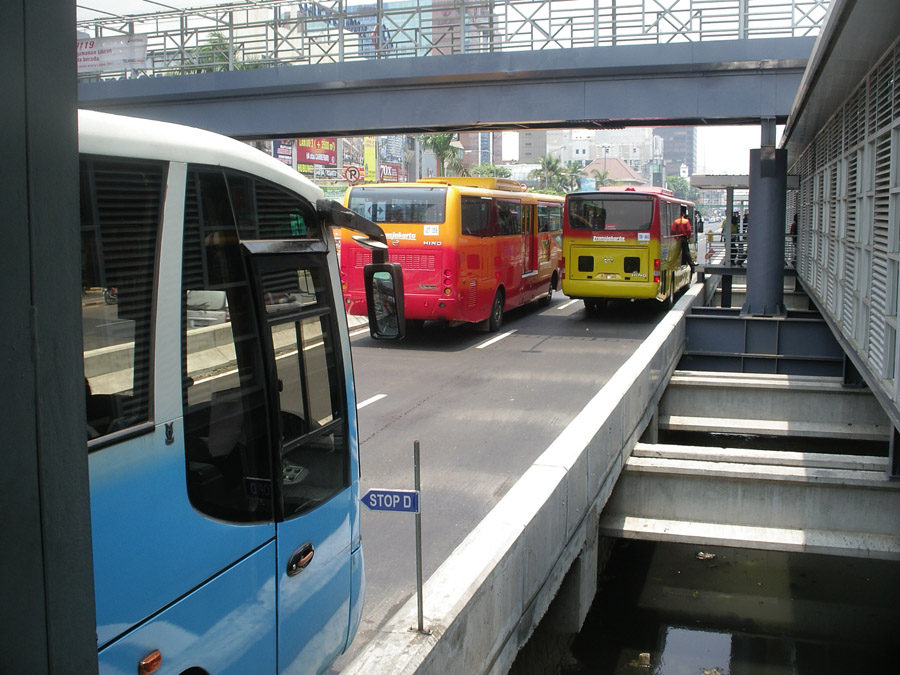
雅加達專線巴士

印尼主要城市的巴士服務可以分為兩類，一是市區公車系統或更複雜的巴士快速交通系統，二是雅加達運輸合作社等營運商經營的小巴服務。其中雅加達專線巴士是全世界最大的公車捷運系統，設有13條路線和10條接駁線，全長約230.9（143.5英里），日均客運量達27萬人次（2021年）。其他設有巴士系統的城市還包括日惹（日惹快速巴士）、巨港、萬隆、丹帕沙、北干巴魯、三寶壟（三寶壟快速巴士）、望加錫、巴東等，這些城市的巴士系統往往以巴士快速交通系統自居，但沒有闢設專用道。

### 出租車和嘟嘟車

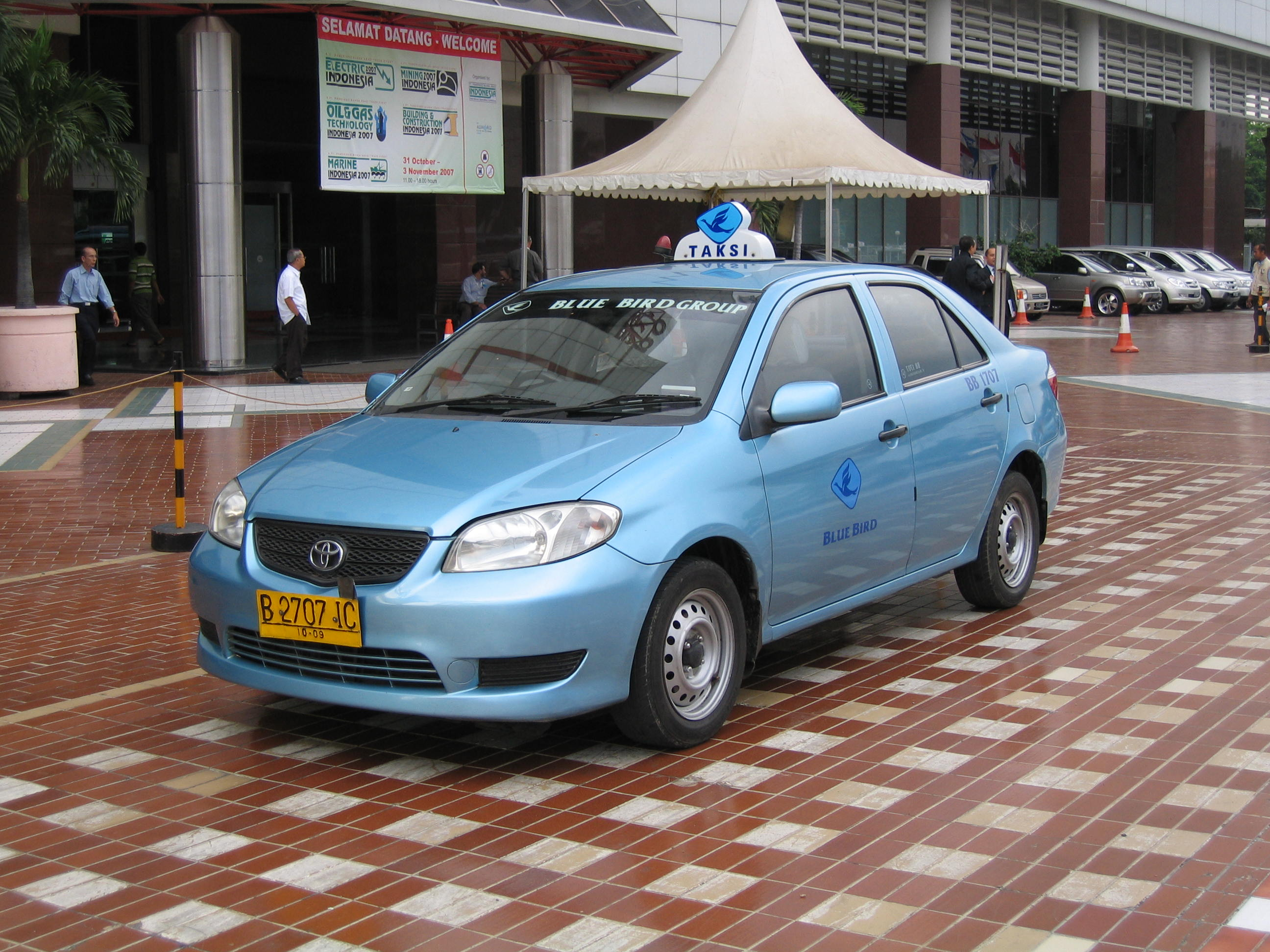
雅加達藍鳥出租車集團所屬的出租車。

許多城鎮都有某種形式，可供出租的交通工具（例如出租車）。許多城市還擁有各種嘟嘟車（機動三輪車）。印尼城市中也經常可見人力三輪車（當地稱為becak），是種廉價的交通工具。由於人力三輪車會造成雅加達的交通堵塞，自1972年起即遭禁止。有些印尼城鎮也有馬車存在。
共享汽車服務已在印尼興起，成為出租車和摩托出租車 (ojek) 的強勁對手，目前印尼主要的共享汽車公司有Gojek、Maxim、Anterin、Grab等。

### 小巴
在較偏遠的地區和較小的城鎮之間，大多數服務都由公共小巴或公用休旅車 (angkot) 提供。這類服務也是市內的主要交通工具，通常作為合乘計程車，在半固定路線上運作。

### 私家車
由於印尼人的經濟能力不斷提高，私家車變得越來越為普遍，尤其是在主要的城市內。然而汽車的增長速度超過新道路的建設，導致城市中大部分地區經常出現嚴重壅塞，尤其是在雅加達。類似情況也經常發生在高速公路上。雅加達是世界上交通堵塞最嚴重的城市之一。
印尼自2012年起即逐步引入智能運輸系統 (ITS)。印尼智能運輸系統協會（ITS Indonesia） 於2011年4月26日成立，以推動交通管理數位化、整合城市交通、促進智能駕駛及運輸、促進電能傳動以及倡導交通安全。

### 國家公路
截至2011年，印尼估計有大約283,102公里（175,911英里）具有鋪砌路面的公路和213,505公里（132,666英里）不具鋪砌路面的道路。有幾條印尼主要的高速公路被歸入亞洲公路的一部分。
印尼擁有穿過大多數主要城市中心的國家公路，作為收費公路（高速公路）之外的主要城際路線。國家公路除用於普通交通運輸之外，必須有承載物流卡車的能力。 在雅加達的國家公路已經編號，而雅加達以外的路線則尚未進行。國家公路也經常在一些城市，甚至是在人口密集地區，透過外圍的繞行道路或外環道路行進，避免進入市中心，造成交通堵塞。。
除雅加達內環收費公路及雅加達外環收費公路外，其餘國家道路均由印尼公共工程與住房部管理。
部分印尼的國家公路如下列：
- 蘇門答臘島：跨蘇門答臘公路（英语：Trans-Sumatra Highway）
- 爪哇島：北部海岸公路（英语：North Coast Road (Java)）、南部海岸公路（根據2017年新聞報導，此公路在當時尚未完全開通。[20]）
- 加里曼丹：跨婆羅洲公路（英语：Pan Borneo Highway），在印尼的部分稱跨加里曼丹公路。
- 蘇拉威西島：跨蘇拉威西公路。
- 巴布亞：跨巴布亞公路

### 收費公路
印尼所有的高速公路均為收費公路。印尼首條高速公路在1978年完成，名為甲果拉威收費公路。在印尼總統佐科·維多多的首屆任期（2014年-2019年）時，有超過568公里（353英里）的高速公路開通，長於幾屆總統執政時期興建的長度。自2018年起，印尼所有高速公路通行費不收現金，而改由非接觸式方式支付。
由於建設和維護國家公路系統需要龐大的資金，印尼政府將此事項外包給私營和國有公司。印尼政府所擁有的高速公路系統包含有：

爪哇島交通運輸路線圖。

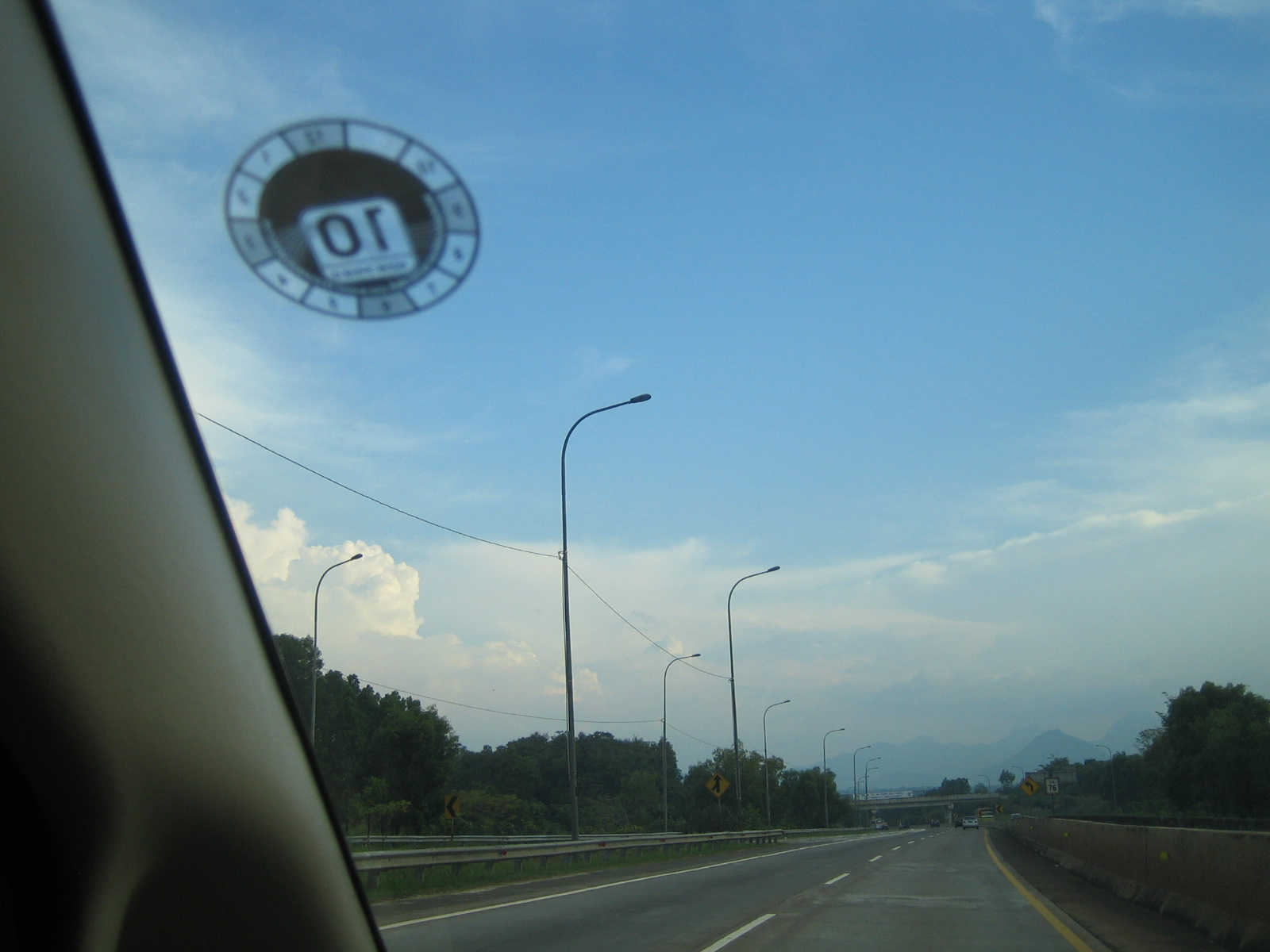
奇普拉廊收費公路（為跨爪哇島收費公路中的一段）。

#### 蘇拉威西
- 望加錫-蘇丹哈桑丁國際機場收費公路
- 萬鴉老-比通收費公路[22]

#### 小巽他群島
花費約2.2億美元興建的巴厘島馬達拉收費公路，跨越波諾阿海灣（Gulf of Benoa），將丹戎貝諾瓦與伍拉·賴國際機場連結，全長12.7公里，於2013年9月23日（2013年印度尼西亞APEC峰會開始前約10日)，正式開通。

#### 加里曼丹
- 巴里巴伴-沙馬林達收費公路（英语：Balikpapan–Samarinda Toll Road）

## 鐵路

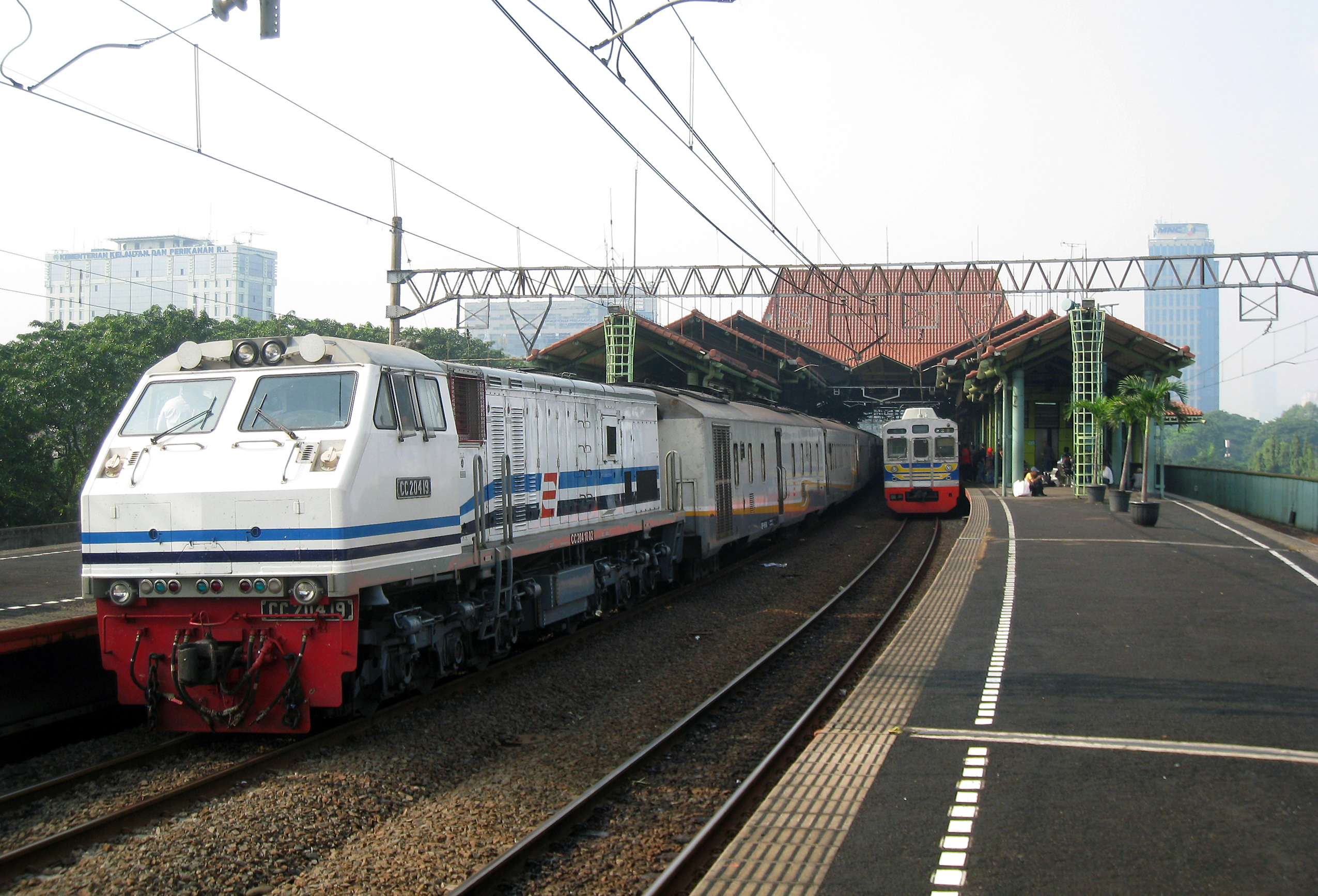
位於中雅加達行政市甘比爾站的一班城際鐵路通勤列車。

印尼鐵路系統中大部分均位於爪哇島，同時供客運和貨運使用。該國鐵路由印尼鐵路公司（Kereta Api Indonesia，簡稱KAI）經營。
印尼各個城際鐵路網絡之外，有通勤鐵路以服務都會區當地的乘客，特別是在雅加達都會區和泗水。雅加達的通勤線電動列車每天運送超過100萬名乘客。有少數城市也有城市軌道網絡。巨港輕軌於2018年開始運營，是印尼同類系統中的首個。雅加達捷運和雅加達輕軌於2019年開始運營，目前在興建中的是個涵蓋範圍更廣的大雅加達輕軌系統，預定在2022年底，或是2023年初完工通車。
蘇門答臘島上有四個不相連結的鐵路網絡：一個在亞齊，一個在北蘇門答臘省（連結亞齊的部分計劃在2020年代完成），另一個在西蘇門答臘省，第四個在南蘇門答臘省和楠榜省。跨蘇拉威西鐵路總長度為150公里，目前已完成部分，整條鐵路預定在2019年完成。印尼其他地區並無鐵路，但有計劃在加里曼丹、蘇拉威西島和巴布亞開發新的網絡。
印尼政府於2015年宣布興建高速鐵路 (HSR) 的計劃，這是印尼和東南亞的首條高速鐵路，連接首都雅加達和萬隆（簡稱雅萬高鐵），全長約140公里（87英里），預定在2022年底，或是2023年初開始營運。也有把高速鐵路從萬隆延長到該國第二大城市泗水的計劃。（參見印尼高速鐵路）

擬議的爪哇島高速鐵路路線圖。
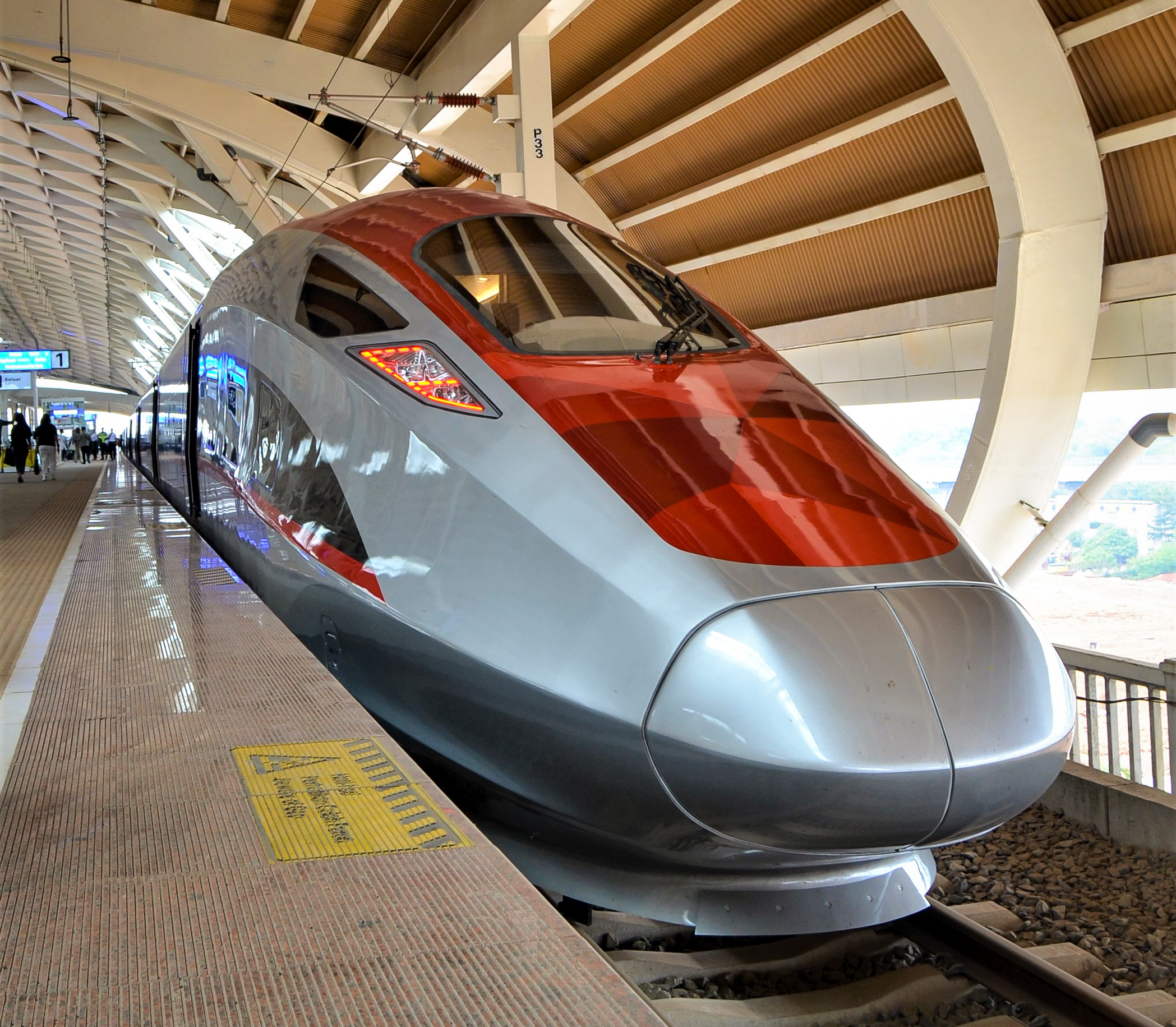
雅萬高鐵採用的KCIC400AF电力动车组（原型为复兴号CR400AF型电力动车组）。

## 輸送管線
截至2013年，印尼擁有1,064公里（661英里）的凝析油管道、150公里（93英里）的凝析油/天然氣管道、11,702公里（7,271英里）的天然氣管道、119公里（74英里）的液化石油氣管道、7,767公里（4,826英里）的石油管道、77公里（48英里）石油瓦斯/氣/水管道、728公里（452英里）石油煉製品管道及44公里（27英里）的供水管道。

## 航空運輸

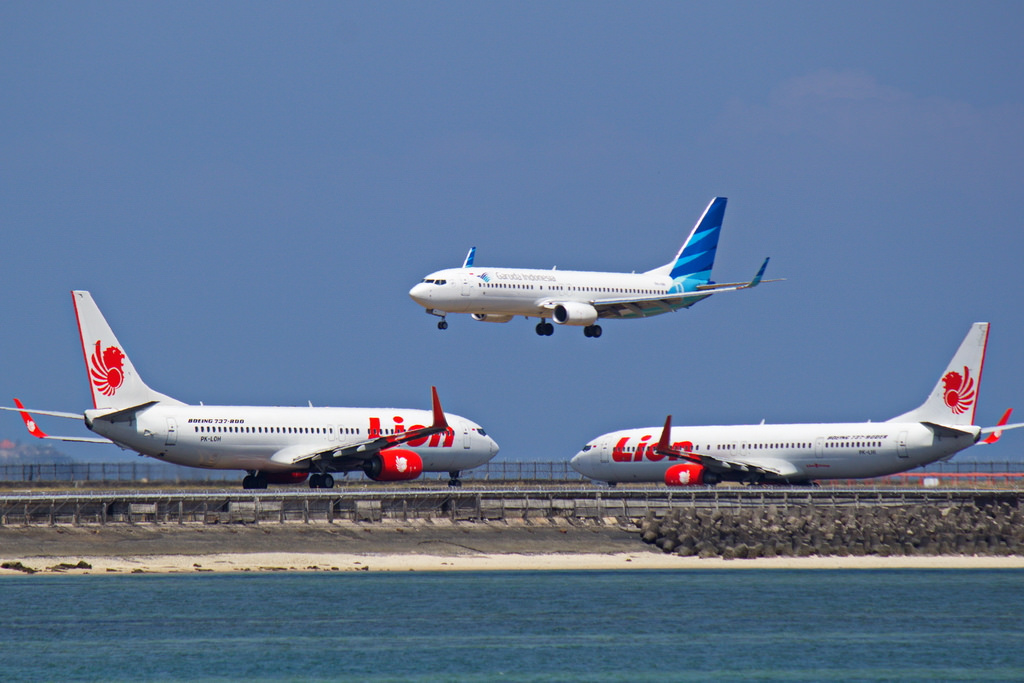
巴厘島伍拉·賴國際機場中嘉魯達印尼航空以及獅子航空的客機（2014年）。

印尼具有數以萬計的島嶼，航空運輸是連接這些分散各處島嶼的重要手段。印尼是世界上最大的群島國家，東西長5,120公里（3,181英里），南北長1,760公里（1,094英里），由13,466個島嶼組成，其中922個島嶼有永久居民居住。
估計印尼全國的人口超過2.55億（人口排名世界第四大），而且由於中產階級的數目增長、近十年低成本航空公司興起以及國家整體經濟增長，許多人從陸路和海運改採更便捷及舒適的航空旅行。印尼被廣泛認為是東南亞地區航空旅行的新興市場。2009年至2014年間，全國航空旅客人數從27,421,235增加到94,504,086人次，數目為原來的三倍以上。印尼國內航空人數在2018年達到115,154,101人次的峰值，但主要因為嚴重特殊傳染性肺炎（Covid 19）疫情的原因，人數大幅下降，在2020年僅有37,523,687人次。
但于21世纪初的多起严重航空事故讓印尼的航空運輸系統有非常差的名聲，甚至因此从2007年开始，印尼所有航空公司均被欧盟列入禁飞名单，禁止印尼航司的飞机进入其成员国领空。后欧盟分别于2009年和2016年解禁部分印尼航司，于2018年解禁全部航司。
印尼航空业面臨諸多挑戰，包括飞机維護不善、陳舊及不堪重負的基礎設施、人為疏失、惡劣天氣、種植園火災造成的霧霾問題，以及眾多火山噴出的火山灰而干擾航空運輸。
一項在2021年4月發布的訊息稱，印尼的航空系統在美國聯邦航空總署制定的國際航空安全評估計劃（IASA）中被歸類為第二類，即不符合國際民用航空組織（ICAO）的標準，雖然該國的既有飛美國的國際航班仍被允許，但不得增加航線/班次，也不得與美國的航空公司班號共用，而且在班機抵達美國後，需要受到更嚴格的檢查。
國際航空運輸協會 (IATA) 預測，印尼到2034年將成為世界第六大航空旅行市場。到2034年，預計印尼的國內航空旅客將可達到2.7億人次。

### 機場

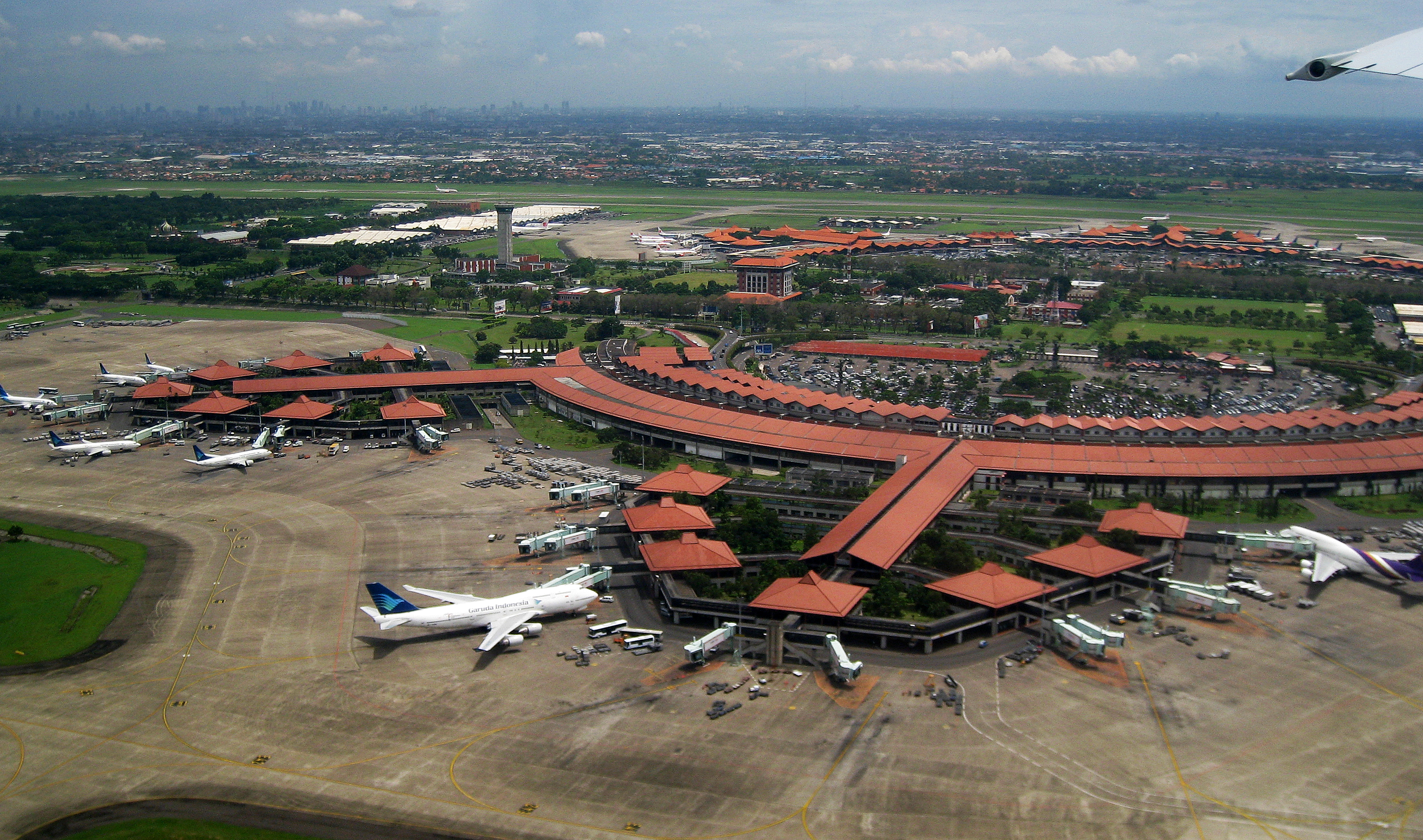
雅加達的蘇加諾-哈達國際機場是印尼以及東南亞最繁忙的機場。

截至2013年，印尼共有673座機場，其中186個擁有鋪設跑道，其餘的則沒有鋪設跑道。截至2013年，印尼共有76個直升機場。根據2021年的資料，印尼的機場數目增為683座，有216條航線，以及1,209架運作中的飛機。
雅加達的蘇加諾-哈達國際機場是該國主要的航空交通樞紐，也是該國最繁忙的機場。自2010年以來，它已成為東南亞最繁忙的機場，超過泰國的蘇萬那普國際機場和新加坡的樟宜機場。這個機場在2017年處理6,210萬旅客人次，成為世界上最繁忙機場中的第17名。

### 航空公司
印尼有22家，其擁有班機可運載30人以上旅客的商業定期航空公司，32家可運載30人或以下旅客的商業定期航空公司，以及包機航空公司。一些知名的印尼航空公司有國家航空公司嘉魯達印尼航空、目前印尼最大的私營低成本航空公司獅子航空、印尼目前最大的區域航空公司三佛齊航空，以及馬來西亞亞洲航空的印尼附屬公司印尼亞洲航空，印尼亞洲航空是該國第三大航空公司。

## 印尼的返鄉
返鄉（印尼）（指移民或到外地打工者在重大節日(特別是在Lebaran（開齋節）)期間或之前返回家鄉或村莊的大型人口移動。每個印尼城市均有為Lebaran而提前返鄉的活動，但重點是發生在該國最大的城市 - 大雅加達都會區，有數以百萬計的人利用各種交通工具離開這座城市，火車站和機場不堪重負，高速公路也發生堵塞（尤其是跨爪哇島收費公路和北部海岸公路。

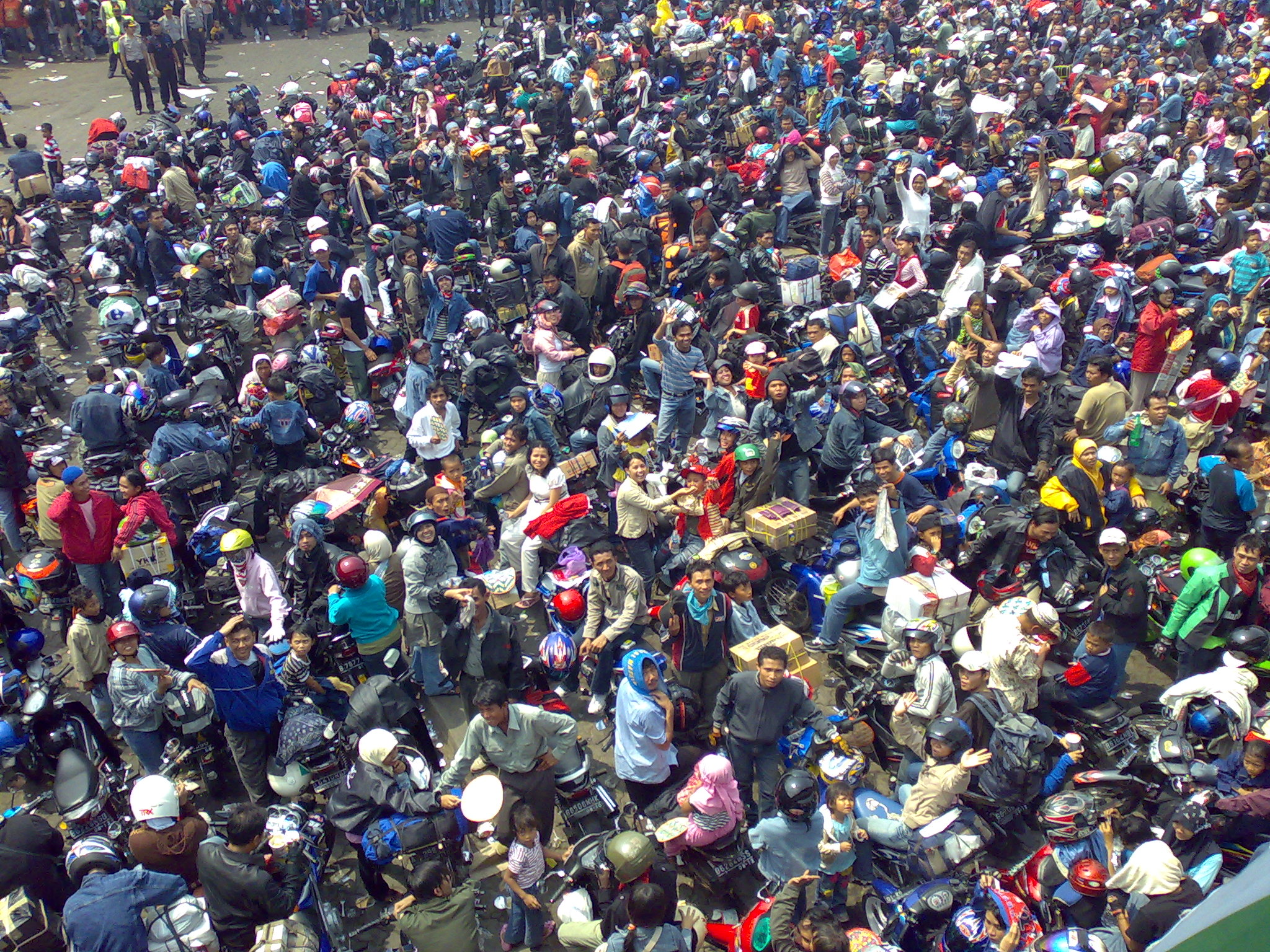
印尼返鄉高峰期間，在萬丹省美拉克港碼頭等待渡輪的摩托車騎士及家人。

據估計在2017年，參與返鄉旅行的人數達到3,300萬人次。火車票和飛機票的需求通常會在Lebaran之前的一兩個月內飆升，導致幾個特定啟程日的票價成本異常高昂。一些航空公司會增加航班或派遣容量更大的飛機來應對這類需求。
KAI通常會增加火車班次或是加掛車廂來應對。在此期間，城際和省際巴士的私營商通常會索取較高的票價。返鄉的影響巨大，數以百萬計的公共汽車、汽車和摩托車塞在道路和高速公路上，每年這樣長達數公里的車龍成為常見的現象。